# (638) Moïra
Pour les articles homonymes, voir Moira (homonymie).
(638) Moïra est un astéroïde de la ceinture principale découvert le 5 mai 1907 par l'astronome américain Joel Metcalf.
Sa désignation provisoire était 1907 ZQ.